# Острови Сіваку

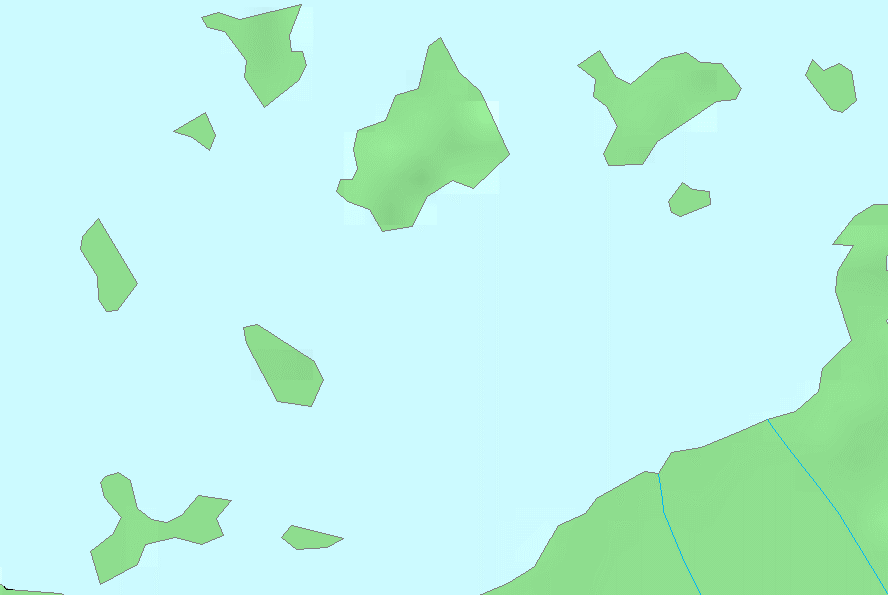
Внутрішнє море Японії, де знаходяться острови Сіваку

Острови Сіваку (япон. 塩飽諸島) ― архіпелаг у Внутрішньому морі Сето, який знаходиться між великими японськими островами Хонсю та Сікоку.
Архіпелаг знаходиться біля префектури Окаяма та префектури Кагава, та включає в себе 28 різних островів. Біля Окаями знаходяться острови Касаока.Сама назва островів походить від японсьского слова сиояку (塩焼く) , що означає видобування солі з води. Але ця назва може і позначати бурну воду, яка створюється завдяки слиянню припливів, які змішуются біля островів.

## Історія
Завдяки розташуванню у проливі Бісан-Сето, де океанські течії бувають швидкими, мешканці архіпелагу Сіваку з давніх часів заробляли на життя торговлею та морським транспортом (судовими операціями).
Раніше цей архіпелаг получив славу "Піратського острову", але після періоду Камакура пірати були знищені.
У 16 столітті островні моряки, володівші навичками управління судами, получили славу як "Сиваку Суйгун" та получили славу і за межами моря Сето. В період Сенґоку вони займалися перевезенням таких цінностей, як рис облагаємий налогами, і транспортували чіновників.

## Острови

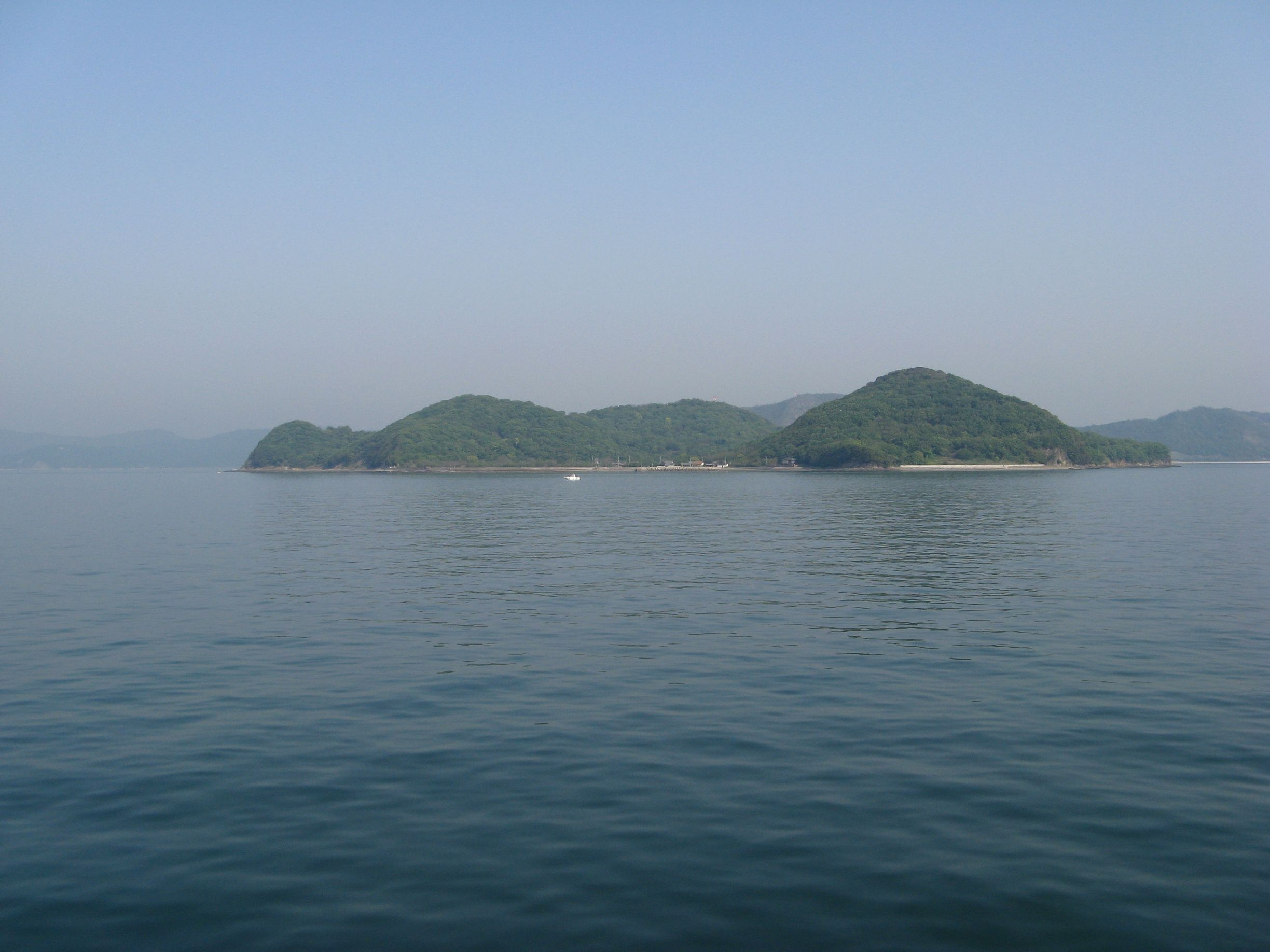
Острови Сіваку

### Авасіма
(Япон. 粟島) Цей острів є частиною Мітойо. У 1897 році на острові була заснована Національна школа торговельного флоту, звідки випустилося багато талановитих людей у судохідній отраслі.

### Бентендзіма
(Япон.弁天島) Острів є частиною Маруґаме, нині безлюдний.

### Будодзіма
(Япон. 歩渡島) Острів з'єднанний з Хицуісі-Дзимою, його назва походить від слова "歩" - прогулянка та "渡" - крест, це зв'язано що між островами можна пересікати національний кордон.

### СанукіХіросіма
(Япон. 歩渡島) Частина Маруґаме та один з семи «киплячих соляних островів», площа: 11,66 км², діаметр перерізу: 18,5 км. Хіросіма — найкрупніший із островів Сіваку та його іноді називають «Санукі-Хиросима», щоби відрізняти його від префектури Хіросіма на головному острові Японської держави Хонсю. «Довідник китайського моря» 1873 року включає у себе опис острову та рекомендує залив Енура (так званий Іно Ура) якірною стоянкою:
«Образи Хіросіми дуже нерівні, а її гострі гірські хребти дуже помітні. Вершина острову, яка на півдні виглядає як пряма скеля, знаходиться на висоті 990 футів над рівнем моря. На південному березі знаходиться Іно Ура, невелика бухта, на берегах якої розташовано кілька невеликих поселень, долини навколо яких оброблюються. Східні пагорби вкриті чагарником, а західні хребти вкриті густим лісом. У ярах, схили яких є скелясті схили, водяться численні олені.
Іно Ура є зручною стоянкою для суден, що проходять повз Внутрішнє море Сето, і зазвичай її обирають як нічний варіант стоянки, особливо якщо моряки випливають з Хіого на захід, оскільки вона знаходиться на зручній відстані і може бути досягнута до темряви. Слід бути обережними і не наближайтися до берега надто близько, тому що вершина затоки раптово обмелює, але тут, незважаючи на силу припливу, можна знайти гарну точку для стоянки».
На острові знаходиться могила Френка Туви Лейка , вікторіанського моряка, котрий помер на острові у 1868 році, коли був у складі дослідницької групи Річарда Генрі Брантона.

### Хіцуісідзіма
(Япон. 櫃石島), острів отримав свою назву від мегаліту у формі скрині (япон. 櫃) у південній частині острову. Площа: 0,85 км², окружність: 5,4 км, частина Сакаїде.
Основна галузь промисловості на острові - збирання молюсків за допомогою дайвінгу і траловий промисел. У середині січня на території храму Одзі (Япон.王子神社, Одзі-Дзіндзя) проводиться щорічний фестиваль персиків.

### Івакуродзіма
(Япон. 岩黒島), частина Сакаїде, Кагава. Через цей острів проходить міст Сето. Площа: 0,16 км², окружність: 1,6 км.
Розв'язкою Івакуродзима на нижній лінії (вдалі від Токіо) швидкісної автомагістралі Сето-Тюо можуть користуватися виключно жителі островів за допомогою карти для відкриття воріт. Також є телефон екстреної допомоги. Туристи та інші люди можуть скористатися ліфтом від автобусної зупинки на вершині мосту, аби потрапити на острів.

### Камімасіма
(Япон. 上真島), є частиною Маруґаме, нині безлюдний.

### Карашіма
(Япон. 唐島), є частиною Мітойо, нині безлюдний.

### Карасугодзіма
(Япон. 烏小島), є частиною Маруґаме, нині безлюдний.

### Кохадакадзіма
(Япон. 小裸島), є частиною Сакаїде, нині безлюдний.

### Косейдзіма
(Япон. 小瀬居島), є частиною Сакаїде, нині безлюдний.

### Койєсіма
(Япон. 小与島), є частиною Сакаїде, заселений. площа: 0,24 км², окружність: 1,3 км.

### Міцугодзіма
(Япон. 三つ子島), є частиною Сакаїде, нині безлюдний. Через острів проходить міст Сето.

### Мурокіджіма
(Япон. 室木島), є частиною Сакаїде, нині безлюдний.

### Набесіма
(Япон. 鍋島), є частиною Сакаїде, нині безлюдний. Острів з'єднаний з Йошимою молом. У 1872 році на острові був побудований маяк, збудований британським інженером Річардом Генрі Брантоном. Маяк наразі покинутий і відкритий для публіки зазвичай усього раз на рік. Тим не менш, завжди можна дістатися маяка і оглянути його зовні.

### Нізурадзіма
(Япон. 二面島), є частиною Сакаїде, нині безлюдний.

### Охадакадзіма
(Япон. 大裸島), є частиною Сакаїде, нині безлюдний.

### Отесіма
(Япон. 小手島), є частиною Маруґаме, нині безлюдний. Достатньо популярна зона виловлювання японського янтаря та піщанки. Площа: 0,6 км², окружність: 3,8 км².

### Санагішіма
(Япон. 佐柳島), є частиною Тадоцу, заселений. Площа: 1,83 км², окружність: 6,6 км.

### Сейдзіма
(Япон. 瀬居島), є частиною Тадоцу, нині безлюдний.

### Шамідзіма
(Япон. 沙弥島), у результаті робіт по меліорації земель промислової зони Сакаїде Банносу (番 州) у грудні 1967 року острів став з'єднаний із прилеглою територією. Поруч із островом знаходиться Меморіальний парк Сето Охасі. Влітку острів переповнений туристами, які приїжджають поплавати у морі. Починаючи з періоду Дзьомон, на острові розвивалася культура виготовлення солі. На пляжі Наканда (Nakanda 해변, Наканда-хама) були розкопані глиняні вироби та інші знахідки тих часів.

### Сімомасіма
(Япон. 下真島), є частиною Маруґаме, нині безлюдний.

### Сираїсі
(Япон. 白石), є частиною Маруґаме, нині безлюдний.

### Сішідзіма
(Япон. 志々島), є частиною Мітойо, площа: 0,74 км², окружність: 3,4 км.

### Такамідзіма
(Япон. 高見島), є частиною Тадоцу, заселений. Площа: 2,33 км², окружність: 6,4 км.

### Тешіма
(Япон. 手島), є частиною Маруґаме, заселений. Площа: 3,41 км², окружність: 10,9 км.

### Ушіджіма
(Япон. 牛島), є частиною Маруґаме, заселений. Один з семи островів, де добувають сіль із морської води. площа: 0,7 км², окружність: 4,2 км.

### Васашіма
(Япон. 羽佐島), є частиною Сакаїде, нині безлюдний.

### Йошіма
(Япон. 与島), є частиною Сакаїде та один із семи островів де видобувають сіль з морської води. Площа: 1,10 км², окружність: 6,9 км. Через острів проходить міст Сето, а вздовж шосе збудована зона відпочинку «стоянка Йошіма». Всього в зоні відпочинку є дві стоянки. Звідти можна дістатися до гавані Есіма-ко (与島港) яка знаходиться у північній частині острова. У Есіма-ко є Рибальська пристань з ресторанами та місцями, де продаються морепродукти та сувеніри. Також можна попасти на оглядово-прогулянковий круїз мостом Сето на японському військовому кораблі «Канрін Мару». Автобуси громадського транспорту та уповноважені мешканці острова можуть проїхати острівною дорогою 274, «лінія Йосіма», за допомогою особистої карти. Мешканцям острову на машині можна проїхати лише до двох парковок, оскільки ворота для них зачинені. До південної частини острову можна дістатися на громадському автобусі.

## Історичні пам'ятки
Більшість історичніх пам'яток знаходяться на острові Хондзіма, у заповіднику історичних пам'яток "Касадзіма".

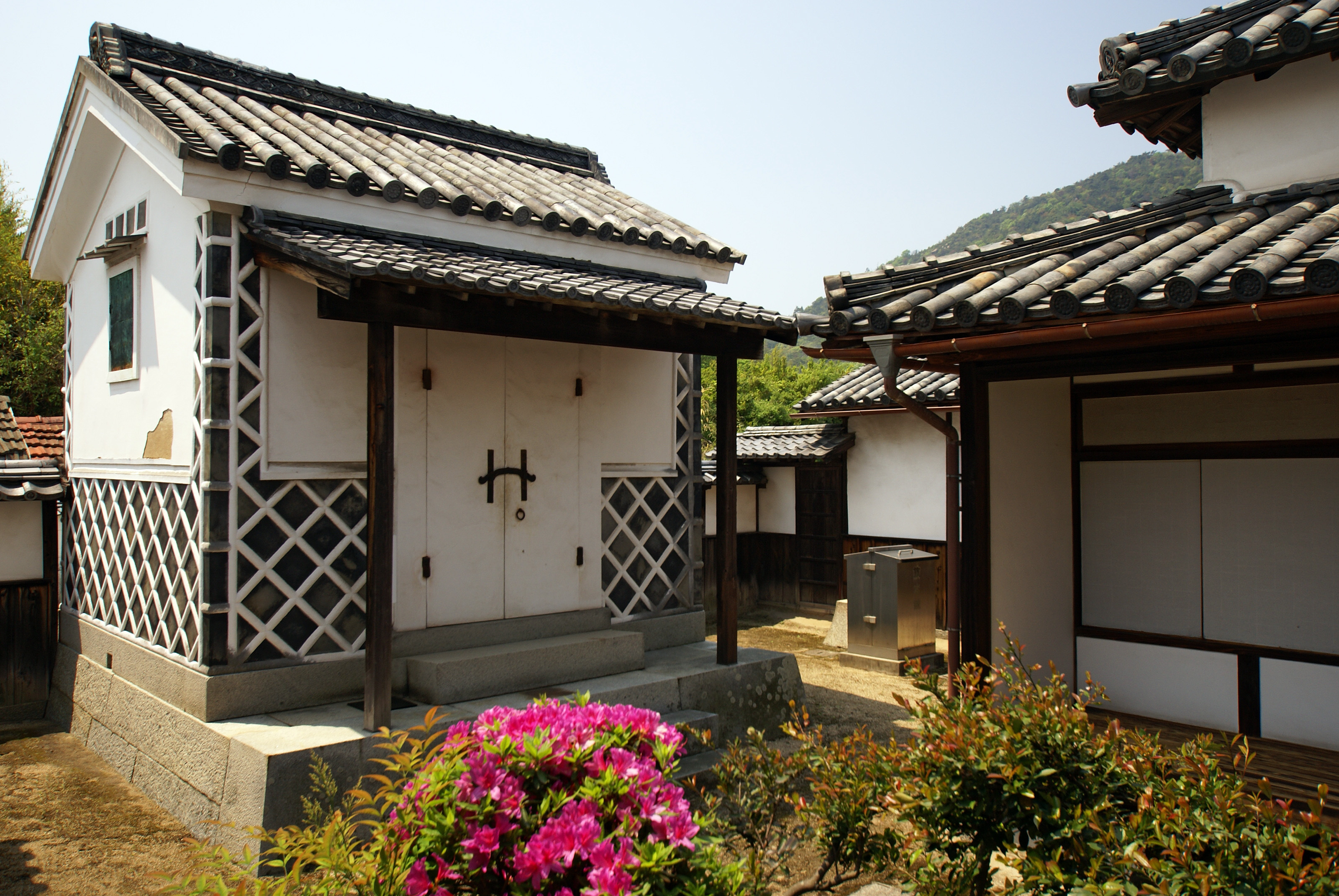

- Центр консервації магазинів та будинків - "Резиденція Макі"
- Контактний будинок - Резиденція Огури
- Будинок документів - Резиденція Фуджі
- Храм Сенсе (全称寺, Сенсе-дзі)
- Руїни замку Касадзіма – історична пам'ятка префектури Каґава.
- Храм Чотоку (長徳寺, Чотоку-дзі); Дерев'яні сидячі статуї Амітабхи, статуя Шакьямуні, зображення Янлю-Каннона (楊柳観音) , 500-річне японське дерево Тернстремія (лат. Ternstroemia Gymnantherі), черепиця епохи Тенбун з надписами та фото, визнаний культурним достоянням Маруґаме.
- Храм Оноє (尾上神社, Оноє-Дзиндзя)
- Будинок охорони Сіваку (Сіваку-кінбансе) - побудований в 1798, реконструйований в 1862, визнаний історичним місцем Японії.
- Чітосеза - невеликий театр, побудований в 1862 році, розташований на території храму Когарасу (木烏神社, Когарасу-Дзиндзя)

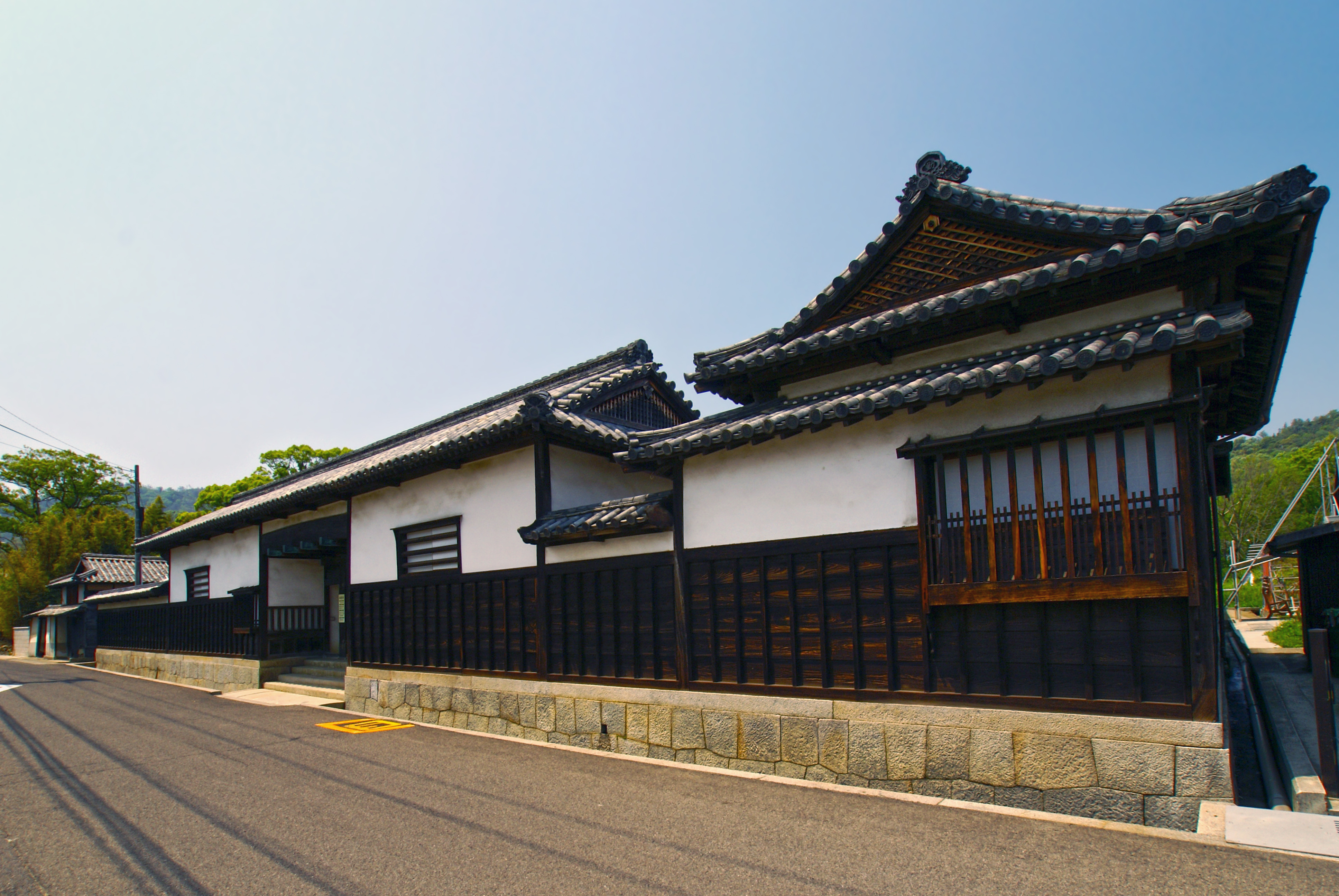

- Храм Сейгін (正각院, Сегаку-ін); дерев'яна статуя боддісаттви Каннон, статуя Акала, статуя Вайшровани і різьблене дзеркальне зображення Дзюїтімен Каннон - все це визнано важливими культурними цінностями Японії
- .Храм Токодзі (東光寺, Токо-дзі); дерев'яна сидяча статуя Будди Бхайсаджьягуру - важливе культурне надбання Японії.
- Меотокура - визнане культурне надбання міста, яке представляє з себе подвійний склад, збудований наприкінці періоду Едо.
- Зона для купання Хондзіма Томарі – позначена Міністерством навколишнього середовища як одне із 100 приємних місць для купання, для цього була обрана спеціальна частина острову.
- .Початкова школа Мізуміїро (水見色 초등학교, Мізуміїро Сегакко) — місце зі зйомок фільму «Кіканша-сенсей»

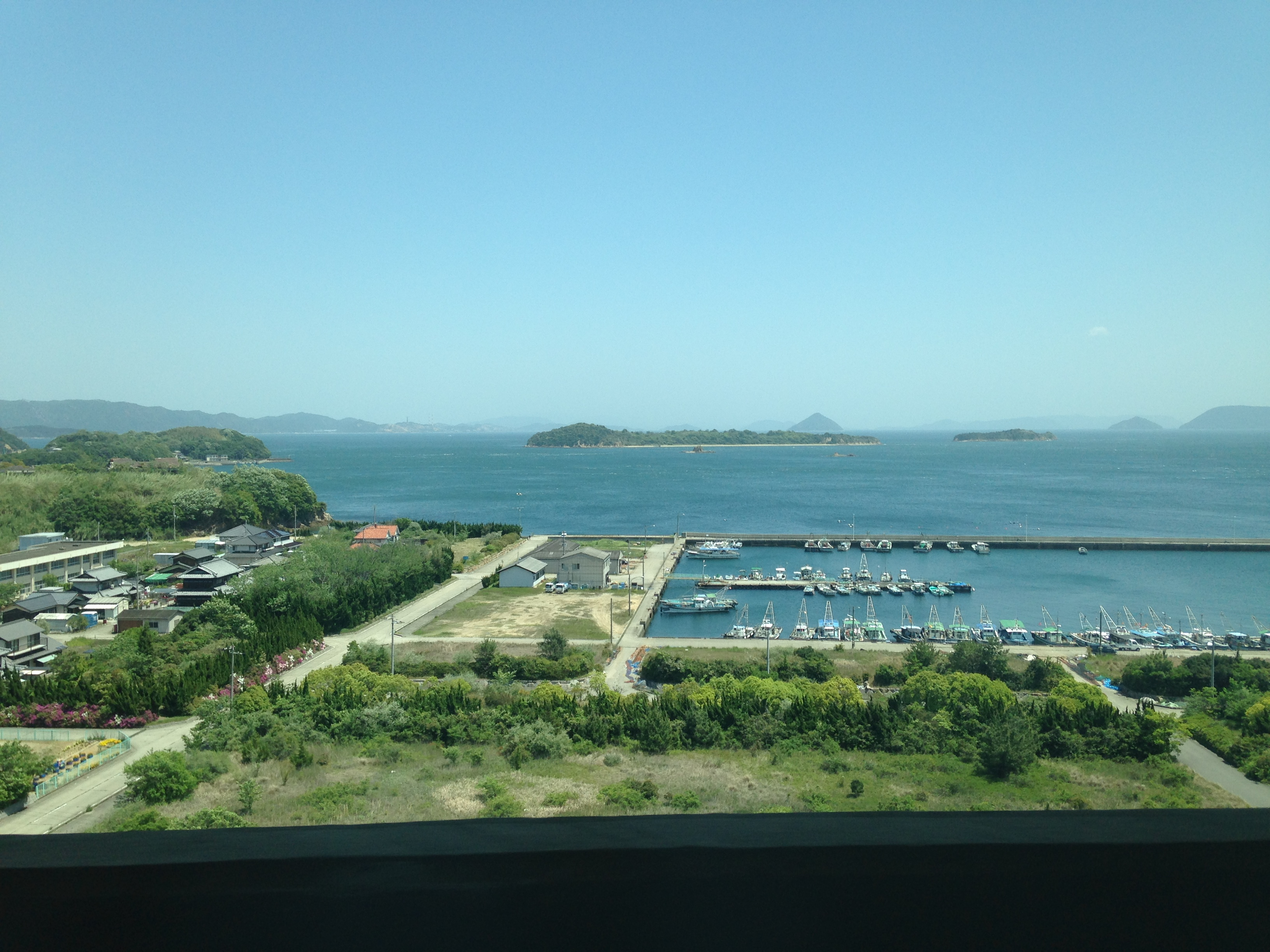

- Гавань Томарі (Томарі-ко)